# Uraiújfalu
Uraiújfalu là một thị trấn thuộc hạt Vas, Hungary. Thị trấn này có diện tích 19,08 km², dân số năm 2010 là 887 người, mật độ 46 người/km².